# Julian Fontana

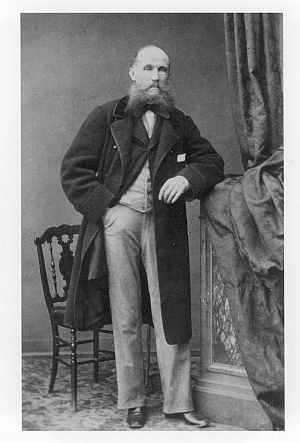
Julian Fontana ca. 1860

Julian Fontana (* 31. Juli 1810 in Warschau; † 23. Dezember 1869 in Paris) war ein polnischer Pianist und Komponist und ein sehr enger Freund von Frédéric Chopin.

## Leben
Fontana studierte Jura an der Universität Warschau und war gleichzeitig mit Frédéric Chopin, mit dem ihn eine lebenslange Freundschaft verband, Schüler von Józef Elsner. Er schloss sich dem polnischen Novemberaufstand an und musste 1831 das Land verlassen. Er blieb zunächst in Hamburg und ließ sich 1832 in Paris als Pianist und Klavierlehrer nieder. In der Zeit von 1833 bis 1837 reiste er viel in England und Frankreich. 1835 nahm er an einem Konzert in London mit Musik für sechs Pianisten teil.
Von 1836 bis 1838 lebte er zusammen mit Chopin an der Chaussée-d’Antin. Dieser nannte ihn in Briefen oft liebevoll „mein Leben“, „mein Liebling“ oder „mein Juliannchen“ („Julisia“).
1844–1845 wirkte er als Pianist und Lehrer in Havanna sowie 1845–1851 in New York, wo er 1850 die Witwe Camilla Dalcour Tennant (1818–1855) heiratete. Nach ihrem Tode kehrte er 1855 nach New York zurück und ließ sich als USA-Bürger einbürgern.
Fontana komponierte zahlreiche Klavierwerke und einige Lieder. Bis zu seiner Emigration nach Amerika war er für Chopin als Kopist, Arrangeur, Sekretär und Impresario tätig und gab nach dessen Tod seine Werke aus dem Nachlass heraus. Er überlegte sich außerdem, mehr Privates über Chopin zu publizieren.

„ich hätte ebenso viel zu sagen über den Mann wie über den Künstler [Chopin]. Und wenn seine tiefe Diplomatie verbunden mit seinem aussergewöhnlichen Witz vor der Welt verbarg, was für mich, der mit ihm fast dreissig Jahre im Vertrauen lebte, kein Geheimnis war; wenn ich diesen Schleier lüfte, würde ich ihn nicht ganz so zeigen, wie ihn sich die Öffentlichkeit zu haben wünscht.“

Er betätigte sich auch literarisch und übersetzte Cervantes’ Don Quijote ins Polnische.
Chopin widmete ihm die Zwei Polonaisen op. 40.
Taub und verarmt tötete er sich in Paris durch Einatmen von Kohlenmonoxid. Begraben wurde er auf dem Friedhof Cimetière de Montmartre.